# 2025 у театрі
«2025 у театрі» – огляд подій театрального світу, включно із прем'єрами, церемоніями нагородження, фестивалями.

## Події

### Театральні починання
- січень — червень — Пів року пропрацював бар-театр «Ґодо» у Києві на Великій Васильківській. Серед засновників проєкту були: співзасновник Squat 17b Мирослав Криж, артдиректорка Squat 17b Тамара Бабакова й бізнесмен та меценат Гарік Корогодський. Концепція бару-театру поєднувала театральне й барне мистецтво[1]. Причиною закриття називають підвищену «у космічну кількість разів» оренду[2]
- січень — В рамках проєкту «SPILNO», Шведський центр допомоги передав Волинському драмтеатру ім. Тараса Шевченка потужний генератор[3]
- 20 січня — В Ужгороді відкриють театральну студію «TO BE(e)», де діти вивчатимуть акторську майстерність[4][5]
- січень — У Харкові звільнили від сплати комунальних послуг з 1 січня 2024 року до 15 квітня 2025 року низку обласних закладів культури, серед яких: Харківський академічний театр музичної комедії; Харківський державний академічний український драматичний театр ім. Т. Г. Шевченка; Харківський театр для дітей та юнацтва; Харківський академічний драматичний театр ім. Г. Ф. Квітки-Основ’яненка; Харківський державний академічний театр ляльок ім. В. А. Афанасьєва[6]
- квітень — відбулося дводенне перебування у Києві польський актор театру і кіно Анджей Северин, який провів зустрічі, презентував фільм «Я – вигаданий персонаж», та зіграв виставу «Шекспір назавжди»[7]
- 29-30 квітня — дводенний воркшоп із акторами Національного театру ім. Лесі Українки провів польський режисер Ґжеґож Яжина[8][9]
- 11 травня — до Києва на Лабораторію культурних трансформацій приїхав польський драматург, режисер, педагог та директор та художній керівник Драматичного театру ім. Шанявського у Валбжиху Себастьян Маєвський[10]
- травень — ГО «Платформа розвитку міста»" проводить збір 400 000 тисяч гривень, аби створити безпечну сцену в Харківському академічному українському драматичному театрі ім. Тараса Шевченка «Березіль» на краудфандинговій платформі «Моє місто»[11]
- Заплановано відкриття «Roshen Concert Hall» — концерт-хол із великою акустичною концертною залою на 1800 глядачів і камерною залою на 400 глядачів на місці київського будинку культури ім. Корольова. Ідея започаткована компанією «Рошен» та Фондом Порошенка. В конкурсі на архітектурне рішення здобуло перемогу норвезьке бюро «Snohetta»[en][12][13]. Дизайн належить архітектурному бюро «Drozdov & Partners»[14][15]
- 17 червня — Одеський театр юного глядача отримав статус Академічного театру до свого 95-річчя, про що йдеться у наказі №494 Міністерства культури та стратегічних комунікацій України[16]
- липень — на фасаді Миколаївського академічного художнього драматичного театру встановлено охоронну табличку, яка підтверджує, що заклад є пам’яткою історії та архітектури ХІХ століття і включений до державного реєстру[17]
- провулок Металістів у Солом’янському районі міста Києва було перейменовано на честь акторки театру та кіно Оксани Вороніної (1967—2020)[18][19]
- Свій 85-й театральний сезон Луганський обласний академічний український музично-драматичний театр відкриває у вересні в Києві (у приміщенні МЦКМ). Після 2014 року театр переїхав з Луганська до Сєвєродонецька, а з початком повномасштабної війни у 2022 році – спочатку до Дніпра, а потім до Сум, де й працював останні три роки[20]

### Театр і маркетинг
- березень — Опубліковано аналітичні матеріали RES-POL: сектор мистецтво та культура. Аналітична записка «Істотні питання політики: сценічне та перформативне мистецтво» описує проблеми підсектору у питаннях: державної політики та впливу повномасштабної війни, міжнародних відносин, фінансів та управління, мистецької освіти, створення нових культурних продуктів, оновлення репертуарів. Аналітику підготували: Олена Апчел та Ірина Чужинова[21]
- травень — на фасаді Тернопільського мистецького фахового коледжу ім. Соломії Крушельницької з'явився найбільший у світі фотопортрет-репродукція видатної української оперної співачки Соломії Крушельницької[22]
- «Новини.LIVE» дослідили, скільки коштують квитки до найвідоміших театрів країн Євросоюзу[23]
- 24 травня — актори Чернівецького академічного музично-драматичного театру ім. Ольги Кобилянської зіграли адаптовану постановку п’єси «Зірка без імені» за п'єсою «Безіменна зірка» Міхая Себаст'яна у приміщенні центрального залу залізничного вокзалу міста Чернівці[24][25]
- серпень — Дніпровський академічний театр опери та балету презентував новий логотип. За задумом авторів, він символізує єдність класики та сучасності, стійкість міста й мистецтво, а також зв'язок сцени та глядача. Однак у коментарях на сторінці театру у Facebook ця ідея викликала справжній шквал критики[26]

### Театр, ЗМІ та блогосфера
- Заснована 6 років тому група у фейсбуці «Театрали Києва» досягла кількості учасників 40 тисяч (засновниця спільноти Наталя Борисова[27].
- березень — Засновано й почато друк газети «Театральна халепа!» про найважливіші проблеми в українському театрі. Головний редактор — Даниїл Зенкін[28][29]
- 27 березня, до Міжнародного дня театру відбувся круглий стіл на тему «Актуальні питання сучасного театру», із трьома панельними дискусіями: «Театр під час війни: завдання, виклики та можливості»; «Театральні премії в Києві: хто і як має оцінювати роботу театральних діячів?»; «Проблеми сучасного театру і можливі шляхи їх вирішення»[30][31]
- Вийшов номер театрального журналу «Shakespeare Bulletin» від Johns Hopkins University Press (США), присвячений I Українському шекспірівському фестивалю[32]
- В українському національному інформаційному агентстві «Укрінформ» 22 квітня, напередодні дня народження Вільяма Шекспіра, провели захід під назвою «ШекспіроБУМ українського театру воєнного часу», метою якого стало дослідження феномену суттєвого збільшення зацікавленості до постановок п'єс Шекспіра на українській сцені[33][34][35][36][37]
- Телеканал «Дім» розпочав зйомки проєкту «Головна роль», який відкриє глядачам справжні обличчя українських акторів – без гриму, ролей та камерної дистанції. Автор проєкту – Олексій Гончаренко[38]
- «Дзеркало тижня» опублікувало рейтинги «Топ-10 молодих і перспективних актрис українського театру»[39] та «Топ-10 молодих і перспективних акторів українського театру»[40], до яких увійшли:

- - Катерина Артеменко (Київський театр Франка)
  - Інна Бевза (Франківський драмтеатр)
  - Христина Корчинська (Київський театр Франка)
  - Христина Люба («Золоті Ворота»)
  - Ніколетта Мочані (Молодий театр)
  - Кароліна Мруга (Київський театр Франка)
  - Марія Рудинська (Київський театр Франка)
  - Анастасія Рула (Київський театр Франка)
  - Катерина Школа (Київський театр Лесі)
  - Вероніка Шостак (Малий театр)
  - Іван Білаш (Київський театр Франка)
  - Михайло Ганєв (Київський театр Лесі)
  - Олег Гоцуляк (Театр на Лівому березі)
  - Ярослав Дерпак (Театр Заньковецької)
  - Артем Пльондер («Золоті Ворота»)
  - Павло Текучев (Київський театр Лесі)
  - Олександр Рудинський (Київський театр Франка)
  - Артем Слюсаренко (Київський театр Франка)
  - Вʼячеслав Хостікоєв (Київський театр Франка)
  - Ілля Чопоров (Молодий театр)

### Театральні гастролі
- 2–5 січня — гастролі Київського національного академічного драматичного театру ім. Івана Франка Європою із виставою «Конотопська відьма» Івана Уривського: Берлін (6 січня), Прага (8, 9 січня), Відень (11 січня), Женева (13 січня)[41][42][43]; у червні 2025-го відбувся американо-канадський тур вистави: Чикаго, Нью-Йорк, Торонто, Монреаль[44]

### Театральні виставки
- 19 січня — 9 березня — виставковий проєкт «Лисик», присвячений українському художнику-сценографу Євгенові Лисику (Центр інтелектуального мистецтва Меркурій, Львів)[45]
- 20 березня — Виставка-ретроспектива «„Воскресіння“ – шлях театру» (присвячена дню пам'яті засновника театру «Воскресіння» Ярославу Федоришину[46]
- 30 квітня — 26 травня — «Трієнале сценографії імені Данила Лідера» (Музей театрального, музичного та кіномистецтва України[47]
- 9 травня — Презентація набору листівок художника Анатолія Крутікова, випущеного у видавництві Ірини Гудим, присвячених Миколаївському художньому драматичному театру[48]

### Театральна освіта
- Харківський режисер та актор харківського театру «Нафта» Артем Вусик вперше набирає курс студентів у Харківському національному університеті мистецтв ім. Івана Котляревського на спеціальність «Акторське мистецтво театру драми і кіно»[49]
- Актор Франківського драмтеатру Олег Панас стане викладачем в Інституті мистецтв Прикарпатського національного університету ім. Василя Стефаника[50]

### Театральні ювілеї
- 18 січня — 100-й показ вистави «Конотопська відьма» за повістю Григорія Квітки-Основ'яненка (реж. Іван Уривський, Національний академічний драматичний театр імені Івана Франка) — прем'єра відбулася 28 квітня 2023[51]
- 2 лютого — 100-й показ вистави «Чарівник» за мотивами казки «Чарівник країни Оз» Френка Баума (реж. Ольга Гаврилюк, Національний академічний драматичний театр імені Лесі Українки) — прем'єра відбулася 27 грудня 2017 року
- 4 лютого — 80 років «Театру юних чернівчан»[52]
- 18 березня — 7 років калуського театру «Силентіум»[53]
- 21 березня (театр засновано 6 березня 1945 року) — 80 років Івано-Франківський академічний обласний театр ляльок імені Марійки Підгірянки[54]
- 8 квітня — 80 років Львівський обласний театр ляльок[55]
- 27 березня — 105 років Національному академічному драматичному театру ім. Івана Франка[56]
- 10 травня — 95 років Одеському театру юного глядача ім. Юрія Олеші[57][58]
- 11 травня — 100 років Миколі Рушковському[59]
- 27 травня — 20 років виставі «Наталка Полтавка» (реж. Олександр Ануров, Національний академічний драматичний театр імені Івана Франка) — прем'єра відбулася 27 травня 2005[60][61]
- 21 червня — 50-й показ вистави «Котячі історії» за п'єсою «Коти–біженці» Людмили Тимошенко та Марини Смілянець (реж. Катерина Богданова, Миколаївський академічний художній драматичний театр) — прем'єра відбулася 15 жовтня 2022[62]
- 8 серпня — 40 років виставі «Сватання на Гончарівці» Григорія Квітки-Основ'яненка (реж. Віктор Шулаков, Київський національний академічний Молодий театр) — прем'єра відбулася 8 серпня 1985

### Український театр за кордоном
- 14 січня — виставу «Маріупольська драма» (Mariupol Drama) Донецького драмтеатру показали в Манчестері (Британія)[63]
- квітень — Одеський театр юного глядача імені Юрія Олеші гастролював країнами Балтії. Вистави показали в містах Клайпеда, Рига, Даугавпілс, Таллінн, Вільнюс. В Клайпеді трапився інцидент із провокаторами, які намагалися зірвати виставу «Будьте ви щасливі»[64][65]
- квітень — Запорізький дитячий театр «СВіЯ» зіграв три вистави «Нас (не) кинули» в Парижі (Франція)[66]
- 2 червня — Метрополітен-опера в Нью-Йорку презентувала перший уривок із майбутньої постановки «Мати Херсона» – опери, що розповідає про депортацію українських дітей та матерів, які вирушають у небезпечну подорож, щоб повернути своїх дітей додому[67][68]
- червень — український мюзикл «Тигролови» презентували у форматі вільного читання у студії Open Jar на Бродвеї. Мюзикл створили за однойменним романом Івана Багряного Кирило Бескоровайний, Антон Гуманюк та Богдан Решетілов. Зрежисувала Ліза Рафферті[69]
- 26, 27 та 28 червня у Берліні на сцені «Ballhaus Ost» відбулася прем’єра вистави «Confronting the Shadow» («Протистояння тіні») Тамари Трунової[70]

### Театральні скандали
- січень — співробітникам харківських театрів заборгували заробітну плату за два з половиною місяці[71]
- 9 січня — акторка й народна артистка України Лариса Кадочникова відмовилась перейти на українську під час виступу на врученні премії ім. Сергія Параджанова[72][73][74][75][76]
- 16 січня — видання «Суспільне Чернігів» публікує статтю, де називає квартальні премії до 300%, які отримують чиновники Чернігова та області. Серед них – директор Ніжинського драмтеатру ім. Коцюбинського Юрій Муквич (посадовий оклад у 12 910 гривень, розмір щомісячних премій складає від 200 до 500% протягом 11 місяців 2024 року, в середньому він отримував 43 400 гривень премії – від 25 800 до 64 500 гривень); директор Чернігівського облмуздрамтеатру ім. Тараса Шевченка Сергій Мойсієнко (оклад у 45 230 гривень, отримав 300% премії у квітні та липні 2024 року – сума премій склала 271 390 гривні)[77][78]
- січень — директора–художнього керівника Молодого театру та викладача КНУТКіТ ім. Карпенка-Карого Андрія Білоуса звинувачують у багаторічному харасменті та сексуальних домаганнях[79][80][81][82][83][84][85]. На час розслідування Андрія Білоуса відсторонили від роботи в університеті[86], в свою чергу Андрій Білоус заявив що «Проти мене вже тривалий час ведеться організована кампанія, метою якої є моє усунення з посади в театрі та отримання контролю над приміщенням театру, який успішно функціонує»[87]. Працівники Молодого театру заявили про аналогічне в стінах театру[88][89]. Перші заяви потягли за собою розповіді й про інших викладачів творчіх вишів, та інших учбових закладів, серед яких свідчення про психологічне насильство й харасмент режисерів і викладачів: Юрія Висоцького (викладач київського університету ім. Карпенка-Карого)[90], Лева Сомова (на час навчання постраждалої працював у Київському міжнародному університеті, зараз викладає в Київському національному університеті технологій і дизайну)[91][92][93], Моісея Розгіна (нині покійний, викладач харківського університету мистецтв ім. Котляревського) Леоніда Садовського (нині покійний, викладав у харківському університеті мистецтв ім. Котляревського)[94][95], Михайла Поплавського[96][97], Юрія Марчака[98][99]. Олександра Балабана після звинувачень у харасменті відсторонили від роботи в КНУКіМ[100], на його захист вийшли студенти[101]. Відбулася хвиля, в рамках якої у соціальних мережах театрів почали з'являтися публікації на підтримку тих, хто наважився на оприлюднення[102][95][103]
- лютий — на зборах колективу Київського національного академічного Молодого театру, на заклик встати тих, хто зазнавав усілякого типу утисків, піднялася частина з присутніх[104]. Від колектива до КМДА надійшло дві заяви від акторів та працівники Молодого театру з проханням усунути Андрія Білоуса з посади директора-художнього керівника закладу на час розслідування. Підтримали заяву 46 працівників, а 94 виступило за те, щоб залишити Білоуса на посаді[105]. У КМДА вивчають підстави для відсторонення Андрія Білоуса з театру[106], проте у трудовому договорі не знаходять пункту про домагання[107]. Після пікету під стінами КМДА 10 лютого з'явилося рішення щодо відсторонення Андрія Білоуса від посади керівника на місяць[108]. У період з 12 лютого до 13 березня обовʼязки директора-художнього керівника Молодого театру, замість Андрія Білоуса, виконуватиме його заступниця Ірина Грицуляк[109][110][111]. Тривають перевірки в інших вишах[112]
- лютий — на заході у 309-й київській школі школярами було показано номер, в якому з'являється хлопець у піксельній куртці з написом «ТЦК» на спині, якого зносить на землю від удару кулаком іншого хлопця. Номер викликав сміх в глядацькій залі та шквал обурення в соціальних мережах[113]
- березень — 14 березня Андрій Білоус, якого звинувачують в домаганнях, повернувся на посаду директора-художнього керівника Молодого театру[114][115][116]. Вже 18 березня активісти вийшли на акцію протесту до Молодого театру та КМДА з вимогою розірвати контракт з режисером Андрієм Білоусом[117][118][119]. У квітні на сайті КМДА зареєстрували петицію з вимогою звільнити директора Департаменту культури КМДА Сергія Анжияка та керівника Молодого театру Андрія Білоуса[120]. Нову хвилю обурення громади викликала публікація інформації про присвоєння Андрію Білоусу вченого звання доцента кафедри акторського мистецтва в університеті ім. Івана Карпенка-Карого[121][122]
- березень — триває справа Сергія Корнієнка, який очолював Театр Корифеїв. Відбулося дослідження відео з прихованої камери, на якій зафіксовано факт передачі хабаря[123]
- березень — чергова хвиля скандалу виникла через поширення соціальними мережами інформації про вистави Одеського театру ім. Михайла Водяного, які граються російською мовою[124][125]
- квітень — балетна група «Ballet of Ukraine», яка виступала у восьми містах Швеції, виявилася російською. Організатором їх виступів є росіянин, а половина танцюристів виступають в Росії[126]
- квітень — набув розголосу скандал навколо непродовження контрактів із художницями Черкаського театру ім. Тараса Шевченка Наталкою Ридванецькою та Надією Нікіфоровою[127][128]
- квітень — спроба дискредитації постановки «Макбет» литовським режисером Лінасом Зайкаускасом виникла у театральних колах. Була піднята інформація про ніби то скандали із сексуальними домаганнями минулих періодів, й на цьому ґрунті частина спільноти вороже сприйняли роботу Дніпровського академічного театру драми та комедії. На сайті «Лівий берег» вийшла стаття Дмитра Десятерика[129], яку на сторінках проєкту «Театральна риболовля» було названо маніпулятивною із наведенням відповідного аналізу тексту[130]. Розлогу відповідь на запитання про запрошення Лінаса Зайкаускаса до роботи дав директор-художній керівник театру Сергій Мазаний під час марафону «ШекспіроБУМ українського театру воєнного часу» в «Укрінформ»[34]
- квітень — український режисер Євген Лавренчук розірвав контракт на постановку опери в Ізраїлі через представників РФ[131]
- заслужений артист України Олег Стефан 28 квітня записав відеозвернення до голови ХОВА Олега Синєгубова і Харківської обласної ради. Актор просить надати харківським театрам статус критичної інфраструктури та підняти зарплатню робітникам[132][133]. 1 травня своє звернення записав і народний артист України Олексій Гнатковський[134]. Також свої зверненням записали акторка Віталіна Біблів, журналіст та письменник Руслан Горовий, театрознавиця Христина Король[135]. За підсумками звернення, 19 травня Харківська ОДА розглянула по суті надані театрами документи, та з урахуванням конкретних Стратегій розвитку театральних установ, репетиційних і гастрольних графіків надало статус критично важливих на період воєнного стану чотирьом театрам: Харківський академічний театр музичної комедії, Харківський театр для дітей та юнацтва, Харківський державний академічний театр ляльок ім. В.А. Афанасьєва та Харківський академічний драматичний театр ім. Г.Ф. Квітки-Основ’яненка[136]
- 14 травня — Андрій Білоус написав заяву на звільнення з посади директора-художнього керівника Молодого театру[137][138]
- 22 травня — Верховний суд України скасував розпорядження голови Кіровоградської обласної ради про проведення конкурсу на посаду керівника театру ім. Марка Кропивницького. Суд задовольнив касаційну скаргу Вячеслава Вандрашека, скасував постанову Третього апеляційного адміністративного суду від лютого 2024 року та залишив у силі рішення Кіровоградського окружного адміністративного суду від 16 жовтня 2023 року. Суд зобов’язав обласну раду компенсувати його витрати на судовий збір у розмірі двох тисяч 147 гривень 20 копійок[139]
- 27 травня — дієвці культури вимагають відставки міністра культури Миколи Точицького[140]. У Мінкультури цей лист назвали частиною інформкампанії проти відомства[141]. Проте у вимогах наведено 7 причин для звільнення міністра: підбурювання та зловживання владою; свідоме ігнорування обов’язків; неетичне поводження; неефективна політика фінансування збереження культурної спадщини; свідоме введення суспільства в оману та маніпулювання фактами; некомпетентність команди; неспроможність забезпечити проведення конкурсів[142][143][144]
- Дніпровський академічний український музично-драматичний театр імені Тараса Шевченка, який перебуває у підпорядкуванні Дніпропетровської обласної ради під керівництвом Миколи Лукашука, опублікував привітання з днем народження Олександра Петровського, відомого під псевдонімом «Нарік», якого в певних колах пов’язують із кримінальним світом[145]
- червень — частині акторам Волинського обласного академічного музично-драматичного театру ім. Тараса Шевченка не продовжують контракт[146]
- 3000 чоловіків не повернулися з-за кордону за схемою Мінкульту[147]
- 2 липня — Верховний суд України залишив у силі рішення Подільського (раніше Ленінського) районного суду Кропивницького про скасування розпорядження голови обласної ради звільнити Вячеслава Вандрашека та поновлення його на посаді директора-художнього керівника театру ім. Марка Кропивницького[148][149]
- 16 липня — Печерська окружна прокуратура Києва направила до суду обвинувальний акт щодо заступниці генерального директора Київського національного академічного театру оперети. Її підозрюють у службовій недбалості під час проведення державних закупівель, що призвело до збитків на понад 500 тисяч гривень[150]
- протягом липня шириться інформація про ніби-то рішення щодо реорганізації львівського театру «Слово і голос»[151][152]
- серпень — колишня дівчина Костянтина Темляка Анастасія Соловйова звинуватила його у насильстві, побитті та моральному знущанні. Також стало відомо про відверте спілкування з неповнолітніми та залежність Костянтина від алкоголю та наркотичних речовин[153][154]

## Театр і війна
- У ніч на 23 березня під час масованої атаки ударними дронами РФ на Київ у будинок актора Андрія Ісаєнка влучив російський шахед[155]
- Ракетний удар по Сумах 13 квітня 2025 забрав життя Олени Когут, артистки оркестру театру Сумського національного театру драми та музичної комедії ім. Михайла Щепкіна[156] та було знищено приміщення, в якому працювали родинний театр «Нянькіни» та дитяча театральна студія «Реп’ях»[157]
- Від 16 квітня 2025 року актор театру «І люди, і ляльки» та Театру ім. Леся Курбаса Андрій Синишин вважається зниклим безвісти[158]
- 6 червня — Європейське видання «Politico Europe» опубліковало статтю про поступове повернення російських виконавців класичної музики «з чорного списку» на провідні європейські сцени. Зокрема, йдеться про диригента Валерія Гергієва та оперну співачку Анну Нетребко, які були «виключені» зі світової музичної спільноти після початку повномасштабного вторгнення росії в Україну через підтримку політичних інтересів кремля, проте останнім часом з’являються анонси їхніх концертів в Європі). Микола Точицький закликав європейську мистецьку спільноту «добре подумати» перед тим, як знову приймати на сценах російських виконавців. Він застеріг, що «дуже ризиковано» інтегрувати російську культуру, поки триває повномасштабне вторгнення росії в Україну[159]
- У Гонконзі поставили оперу за мотивами сварки Трампа і Зеленського у Білому домі. Шоу називається «Трамп, близнюк президента». На сцені Трамп висміює одяг українського президента та стріляє в нього із водяного пістолета[160]
- Актор та режисер Олексій Дорічевський, який на посаді оператора розвідувального дрона Mavic, про те, як «очі в небі» змінюють війну[161]
- Режисер Анатолій Левченко про жахи окупації в Маріуполі, десять місяців, проведених в неволі, та байдужість до його звернень про допомогу київських театрів[162]
- 16 липня — російські військові атакували дронами Харків, унаслідок влучання «шахедів» було знищено все майно театр-студії «Арабески»[163][164][165]
- 21 липня — Після суперечок, протестів у Мілані та критики з боку політиків, активістів та міністра культури Італії палац Reggia di Caserta скасував концерт російського диригента Валерія Гергієва. Адміністрація Королівського палацу в Казерті скасувала симфонічний концерт під керівництвом Валерія Гергієва, який мав відбутися в межах фестивалю Un’Estate da RE 27 липня[166][167][168][169]

## Фестивалі, театральні школи, форуми
- 7 — 9 лютого — «Фестивалю короткої драми» (м. Київ)[170]
- 24 лютого — 2 березня — Міжнародний театральний фестиваль «Драма сьогодення» (м. Ужгород):[171]
  - Кращий драматичний твір (додана номінація) — «Приборкання норовливого», вистава Національного театру ім. Марії Заньковецької за п’єсою Ярослава Стельмаха
  - Краще музично-пластичне вирішення вистави — вистава «Барвінський. Право на особисте», Львівський академічний муніципальний театральний, художньо-дослідницький та освітній центр «Слово і голос»
  - Краща сценографія — вистава «Лавина» Луганського обласного академічного українського музично-драматичного театру
  - Кращий акторський дует (додана) — Петер Чіжмар і Томаш Діро, вистава «Камені в кишенях» театру «Kontra»
  - Краща жіноча роль — Жанна Добряк-Готв'янська за роль Едіт Береш, вистава «Зів’ялі квіти викидають» Франківського драмтеатру
  - Краща чоловіча роль — Рудольф Дзуринець за роль Річард III, вистава «Річард ІІІ» Закарпатського обласного музично-драматичного театру ім. братів Шерегіїв
  - Краще режисерське втілення — вистава «Приборкання норовливого» Національного театру ім. Марії Заньковецької у постановці режисера Андрія Бакірова
  - Краща вистава — вистава «Річард ІІІ» Закарпатського обласного музично-драматичного театру, режисер-постановник Михайло Фіщенко
  - Подякою за участь відзначено Сумський національний театр ім. Михайла Щепкіна з виставою «Хлібне перемир’я»[172]
- 1 — 8 квітня — Відкритий регіональний фестиваль театрального мистецтва «В гостях у Гоголя» (м. Полтава)[173]
- 3 — 6 квітня — VII Всеукраїнський відкритий фестиваль аматорських дитячих і молодіжних театральних колективів «Імпреза над Латорицею» (м. Мукачево)[174][175]
- 25 — 27 квітня — V Фестиваль сучасної драми «Комедія сьогодні» (м. Київ)[176]
- 12 — 14 травня — Дитячий театральний фестиваль «Золота китиця» (м. Ужгород)[177]
- 30 травня — 1 червня — III Всеукраїнський фестиваль театрального мистецтва «Зірки Мельпомени» (м. Хмельницький)[178][179]
- 15 — 20 червня — II «Український шекспірівський фестиваль» (Івано-Франківський національний академічний драматичний театр імені Івана Франка, м. Івано-Франківськ)[180][181]
- 26 — 29 червня — камерний фестиваль локального мистецтва «Культ Києва» (Український малий драматичний театр, м. Київ)[182][183]
- 27 — 29 червня — Театральний фестиваль для дітей та молоді «Чудасія» (Волинський академічний обласний театр ляльок, м. Луцьк)[184][185][186]
- 30 червня — XXX Фестиваль-конкурс на вищу театральну нагороду Придніпров’я «Січеславна-2025»[187]
  - Найкраща драматична вистава — антиутопія за п’єсою К. Чапека «Біла пошесть» Дніпровського молодіжного театру «Віримо!»
  - Найкраща вистава для дітей — казка-легенда за мотивами твору Р. Кіплінга «Мауглі» Дніпропетровського українського молодіжного театру
  - Найкраща музична вистава — сучасна опера для сімейного перегляду на музику І. Небесного за мотивами поеми І. Франка «Лис Микита» «Хитрий Лис» Дніпровського театру опери та балету
  - Найкраща хореографічна (пластична) вистава — пластична драма за повістю М. Гоголя «Записки божевільного» Криворізького театру музично-пластичних мистецтв «Академія руху»
  - Найкраща вистава камерної сцени — театральна провокація за п’єсою С. Мрожека «Емігранти» «Хто я є?» Академічного музично-драматичного театру ім. Лесі Українки м. Кам’янського
  - Найкраща лялькова (анімаційна) вистава — казка-містерія за п’єсою Г. Тюпіна «Цар лісу Ох!» Дніпровського театру ляльок «Театр актора і ляльки»
  - Найкраща режисерська робота — Віктор Попов, режисер-постановник вистави «Хто я є?» Академічного музично-драматичного театру ім. Лесі Українки м. Кам’янського
  - Найкраща сценографія — Марія Пашкурова-Петренко, художник-постановник вистави «Біла пошесть» Дніпровського театру «Віримо!»
  - Найкраща жіноча роль — Тетяна Тушич за роль Мами у виставі «Молочайник» Дніпропетровського академічного обласного українського молодіжного театру
  - Найкраща чоловіча роль — Костянтин Шадрін за роль Людожерчика у виставі «Людожерчик» Запорізького музично-драматичного театру ім. В. Г. Магара
  - Найкраща жіноча роль другого плану — Анна Козлова за роль Дзеньки у виставі «Пітер Пен і Венді» Криворізького театру музично-пластичних мистецтв «Академія руху»
  - Найкращий акторський дует — Владислав Дубінін та Анна Макєєва за ролі Ромео і Джульєтти у виставі «Ромео і Джульєтта» Академічного музично-драматичного театру ім. Лесі Українки м. Кам’янського
  - Найкраща робота композитора — В’ячеслав Тодика за музику до вистави «Тіні забутих предків» Запорізького музично-драматичного театру ім. В. Г. Магара
  - Гран-прі — вистава «Хто я є?» Академічного музично-драматичного театру ім. Лесі Українки м. Кам’янського
- 23 червня — 4 липня — XXX Всеукраїнський фестиваль театрального мистецтва «Від Гіпаніса до Борисфена»[188]
- 7 — 13 липня — Театрально-поетичний фестиваль «Поетика» (театральна спільнота «DSP» та асоціація «Український незалежний театр»)[189][190]

## Нагороди
- III Премія-відзнака «Чорний лотос», спрямована на підтримку українських кіно-театральних митців/мисткинь, які були активними протягом 2024 року[191][192]:
  - Чоловіча роль другого плану (кіно) — Олександр Новіков («Малевич», реж. Дар'я Онищенко)
  - Чоловіча роль другого плану (театр) — Олег Гоцуляк («Отелло», Театр на Лівому березі, реж. Оксана Дмітрієва)
  - Жіноча роль другого плану (кіно) — Ірма Вітовська-Ванца («БожеВільні», реж. Денис Тарасов)
  - Жіноча роль другого плану (театр) — Дар'я Пльондер («Ковзанка», «Золоті ворота», реж. Дмитро Леончик)
  - Серіал — «Перевізниця» (реж. Євген Тунік, Аркадій Непиталюк, шоуранер Євген Тунік)
  - Відкриття року — Ольга Голдіс («Отелло» в Київському театрі Лесі Українки та «Процес» в Театрі на Подолі, реж. Давид Петросян)
  - Короткометражний фільм — «Нюанс» (реж. Олег Кібальник) та «Останній "крайній" дубль» (реж. Маргарита Воронова)
  - Документальний фільм — «Фрагменти льоду» (реж. Марія Стоянова)
  - Головна чоловіча роль (кіно) — Віктор Жданов («Сірі Бджоли», реж. Дмитро Мойсеєв)
  - Головна чоловіча роль (театр) — Арсен Бойчук («На полі крові», «Маланка», реж. Маргарита Стельмах-Юр)
  - Головна жіноча роль (кіно) — Олена Узлюк («Уроки толерантності», реж. Аркадій Непиталюк)
  - Головна жіноча роль (театр) — Римма Зюбіна («Вороги. Історія любові», театр Заньковецької, реж. Максим Голенко)
  - Режисерка (кіно) — Жанна Озірна («Медовий місяць»)
  - Режисерка (театр) — Тамара Трунова («Ha*l*t», Театр на Лівому березі)
  - Фільм року — «Редакція» (реж. Роман Бондарчук)
  - Вистава року — «Самотній Захід», Театр на Лівому березі, реж. Олександр Соколов)
- Премія імені Леся Курбаса — Дмитро Захоженко за виставу «Птахи»[193]
- Національна премія України імені Тараса Шевченка (театральне мистецтво) — Василь Вовкун за оперу «Лис Микита», балет «Тіні забутих предків» та театральну кантату «Псальми війни»[194]. Перелік номінантів[195]. Перекресленим шрифтом відмічені вистави, які було виключено з категорії у січні 2025 року[196]:
  - Василь Вовкун, опера «Лис Микита», модерн-балет «Пізнай себе!», театральна кантата «Псальми війни», балет «Тіні забутих предків», опера «Діалог кармеліток»
  - Олена Галл-Савальська, моновистава «Буде тобі, враже, так, як відьма скаже» (за п’єсою Олени Маляренко «Протитанкова відьма»)
  - Максим Голенко, Юлія Заулична, Олексій Бусько, Марк Дробот, вистави «Червона рута» та «Зерносховище» Наталки Ворожбит
- Премія імені А. Ф. Шекери у галузі хореографічного мистецтва — Катерина Курман, балетмейстерка-постановниця, хореографиня та артистка сучасного балету за балетну постановку «Аліса в Задзеркаллі»[197]
- Премія Women in Arts (категорія «Жінки в перформативному мистецтві») — Ніна Хижна, співзасновниця театру «Нафта»[198]

## Звання
Розділ містить перелік лауреатів, які мають пряме відношення до театру.

### Народний артист України
- Беспалова-Примай Ірина Володимирівна — артистці-вокалістці — провідному майстру сцени Театрально-видовищного закладу культури «Київський національний академічний театр оперети»[199]
- Зайнчківський Микола Станіславович — акторові Комунального закладу «Черкаський академічний обласний український музично-драматичний театр імені Т.Г.Шевченка Черкаської обласної ради»[199]
- Кобзар Олександр Миколайович — акторові Державного підприємства «Національний академічний драматичний театр імені Лесі Українки», м.Київ[199]
- Комановська Ольга Ярославівна — провідному майстрові сцени Державної організації «Івано-Франківський національний академічний драматичний театр імені Івана Франка»[199]
- Курманова Лариса Станіславівна — артистці драми — провідному майстру сцени Хмельницького обласного академічного музично-драматичного театру імені М.Старицького[199]
- Льозова Тетяна Вікторівна — артистці балету — провідному майстру сцени Державного підприємства «Національний академічний театр опери та балету України імені Т.Г.Шевченка», м.Київ[199]
- Полянський Тимур Вячеславович — керівникові музичної частини Театрально-видовищного закладу культури «Київський академічний драматичний театр на Подолі»[199]
- Тимошенко Арсеній Петрович — артистові драми — провідному майстру сцени Державного підприємства «Національний академічний драматичний театр імені Івана Франка», м.Київ[199]
- Трояновська Лариса Володимирівна — артистці драми — провідному майстрові сцени Театрально-видовищного закладу культури «Київський академічний драматичний театр на Подолі»[199]
- Фурдь Василь Михайлович — артистові — провідному майстру сцени Мукачівського драматичного театру, Закарпатська область[199]
- Цьомик Галина Василівна — провідному майстрові сцени Рівненського обласного академічного українського музично-драматичного театру[199]
- Ярошенко Наталія Миколаївна — артистці драми — провідному майстру сцени Державного підприємства «Національний академічний драматичний театр імені Івана Франка», м.Київ[199]

### Заслужений артист України
- Адначева-Пономаренко Анастасія Валентинівна — акторці Луганського обласного академічного українського музично-драматичного театру[199]
- Ажнов Віталій Сергійович — артистові драми Державного підприємства «Національний академічний драматичний театр імені Івана Франка», м.Київ[199]
- Бережанський Тарас Григорович — солістові опери — провідному майстру сцени Львівського національного академічного театру опери та балету імені Соломії Крушельницької[199]
- Береза Микола Мечиславович — провідному майстру сцени Львівського академічного молодіжного театру імені Леся Курбаса[199]
- Біліченко Андрій Сергійович — артистові-ляльководу Миколаївського академічного обласного театру ляльок[199]
- Бойко Олександр Володимирович — солістові опери Державного підприємства «Національний академічний театр опери та балету України імені Т.Г.Шевченка», м.Київ[199]
- Бойцова Ольга Олександрівна — акторці драми Херсонського обласного академічного музично-драматичного театру імені М.Куліша[199]
- Брантюк Богдан Васильович — артистові-ляльководу, провідному майстрові сцени Тернопільського академічного обласного театру актора і ляльки[199]
- Вєрєтіна Аліна Геннадіївна — артистці балету — провідному майстру сцени Дніпровського академічного театру опери та балету[199]
- Винник Ірина Юріївна — артистці-ляльководу Хмельницького академічного обласного театру ляльок[199]
- Ворочек Максим Сергійович — солістові опери Львівського національного академічного театру опери та балету імені Соломії Крушельницької[199]
- Гончаров Павло Дмитрович — акторові Комунального закладу «Черкаський академічний обласний український музично-драматичний театр імені Т.Г.Шевченка Черкаської обласної ради»[199]
- Детюк Сергій Володимирович — актор Державного підприємства «Національний академічний драматичний театр імені Лесі Українки» (м. Київ)[200]
- Дехта Наталія Іванівна — артистці драми — провідному майстрові сцени Сумського національного академічного театру драми та музичної комедії імені М.С.Щепкіна[199]
- Желева Петро Олександрович — артистові Комунального закладу «Запорізький академічний обласний театр юного глядача» Запорізької обласної ради[199]
- Жиліна Юлія Олександрівна — провідному майстрові сцени Комунального закладу «Академічний музично-драматичний театр імені Лесі Українки м.Кам’янського» Кам’янської міської ради, Дніпропетровська область[199]
- Зборовська Людмила Василівна — актрисі Львівського академічного театру естрадних мініатюр «І люди, і ляльки»[199]
- Зубик Наталія Олександрівна — провідному майстрові сцени Комунального закладу «Запорізький академічний обласний український музично-драматичний театр імені В.Г.Магара» Запорізької обласної ради[199]
- Івасіва Олена Сергіївна — артистка драми Державного підприємства «Національний академічний драматичний театр імені Івана Франка» (м. Київ)[200]
- Кириллов Олексій Євгенович — артистові-вокалісту Театрально-видовищного закладу культури «Київський національний академічний театр оперети»[199]
- Китриш Ігор Володимирович — артистові драми — провідному майстру сцени Донецького академічного обласного драматичного театру (м.Маріуполь), Закарпатська область[199]
- Кільницький Павло Володимирович — артистові драми Державної організації «Івано-Франківський національний академічний драматичний театр імені Івана Франка»[199]
- Кнопік Артем Вікторович — артистові-вокалісту, провідному майстрові сцени Сумського національного академічного театру драми та музичної комедії імені М.С.Щепкіна[199]
- Козак Яна Анатоліївна — артистці — провідному майстру сцени Комунального закладу «Запорізький академічний обласний театр ляльок» Запорізької обласної ради[199]
- Корінна Марія Сергіївна — артистка драми, провідний майстер сцени Сумського національного академічного театру драми та музичної комедії імені М.С.Щепкіна[200]
- Корчинська Христина Василівна — артистці драми Державного підприємства «Національний академічний драматичний театр імені Івана Франка», м.Київ[199]
- Кривоконь Сергій Олександрович — артистові балету — провідному майстру сцени Державного підприємства «Національний академічний театр опери та балету України імені Т.Г.Шевченка», м.Київ[199]
- Лебідь Олександр Олександрович — артистові-вокалісту Миколаївського національного академічного українського театру драми та музичної комедії[199]
- Літвінова Ганна Олександрівна — артистці-вокалістці Одеського національного академічного театру опери та балету[199]
- Макар Валентин Володимирович — артистові — провідному майстру сцени Чернігівського обласного молодіжного театру[199]
- Марусенко Арсен Володимирович — артистові балету — провідному майстру сцени Львівського національного академічного театру опери та балету імені Соломії Крушельницької[199]
- Матюшенко Софія Миколаївна — артистці драми Волинського академічного обласного українського музично-драматичного театру імені Т.Г.Шевченка[199]
- Міхневич Ігор Львович — солістові опери Львівського національного академічного театру опери та балету імені Соломії Крушельницької[199]
- Нікітіна Марина Вікторівна — артистці, керівнику літературно-драматичної частини Миколаївського академічного художнього драматичного театру[199]
- Озеров Михайло Юрійович — артистові-ляльководу Харківського державного академічного театру ляльок імені В.А.Афанасьєва[199]
- Онещак Марія Богданівна — провідному майстрові сцени Львівського академічного молодіжного театру імені Леся Курбаса[199]
- Осіпова Ольга Миколаївна — артистці — провідному майстру сцени Харківського академічного драматичного театру імені Г.Ф.Квітки-Основ’яненка[199]
- Парада Ігор Миколайович — концертмейстерові Одеського національного академічного театру опери та балету[199]
- Пісний Ігор Павлович — акторові драми Театрально-видовищного закладу культури «Київський академічний театр юного глядача на Липках»[199]
- Радейко Петро Романович — соліст опери Державного підприємства «Львівський національний академічний театр опери та балету імені Соломії Крушельницької»[200]
- Рогутський Віталій Віталійович — артистові драми Житомирського академічного українського музично-драматичного театру імені І.Кочерги[199]
- Рудинський Олександр Сергійович — артистові драми Державного підприємства «Національний академічний драматичний театр імені Івана Франка», м.Київ[199]
- Самусенко Олександр Володимирович — акторові — провідному майстру сцени, головному режисерові Одеського академічного українського музично-драматичного театру імені В.С.Василька[199]
- Студззінський Євген Анатолійович — артистові-вокалісту Миколаївського національного академічного українського театру драми та музичної комедії[199]
- Фірсова Світлана Анатоліївна — артистка-вокалістка Обласного комунального закладу «Харківський академічний театр музичної комедії»[200]
- Фролова Тетяна Володимирівна — артистці драми Львівського академічного драматичного театру імені Лесі Українки[199]
- Халаїмов Роман Сергійович — артистові драми — провідному майстру сцени Театрально-видовищного закладу культури «Київський академічний драматичний театр на Подолі»[199]
- Цвєтінська Маріанна Сергіївна — солістці опери — провідному майстру сцени Львівського національного академічного театру опери та балету імені Соломії Крушельницької[199]
- Чорич Олексій Олексійович — артистові балету — провідному майстру сцени Дніпровського академічного театру опери та балету[199]
- Шарабуріна Анна Андріївна — артистці балету Театрально-видовищного закладу культури «Київський національний академічний театр оперети»[199]
- Шаран Іван Миронович — артистові драми Державного підприємства «Національний академічний драматичний театр імені Івана Франка», м.Київ[199]
- Шевчук Юрій Аркадійович — солістові опери — провідному майстру сцени Львівського національного академічного театру опери та балету імені Соломії Крушельницької[199]
- Шумейко Марія Григорівна — артистці драми Державного підприємства «Національний академічний український драматичний театр імені Марії Заньковецької»[199]

### Заслужений діяч мистецтв України
- Вакарчук Олексій Вадимович — художникові-постановнику Державного підприємства «Національний академічний драматичний театр імені Лесі Українки», м.Київ[199]
- Драчов Олександр Миколайович — режисер Харківського академічного театру музичної комедії[200]
- Ковшун Олександр Миколайович — режисерові-постановнику Харківського державного академічного українського драматичного театру імені Т.Г.Шевченка[199]
- Лук'яненко Дмитро Віталійович — артистові балету Державного підприємства «Національний академічний драматичний театр імені Івана Франка», м.Київ[199]
- Татаринов Олег Олександрович — головному художникові Театрально-видовищного закладу культури «Київський академічний театр юного глядача на Липках»[199]

### Заслужений працівник культури України
- Гонцовська Наталія Миколаївна — суфлерові оперної трупи Державного підприємства «Національний академічний театр опери та балету України імені Т.Г.Шевченка», м.Київ[199]
- Дібров Дмитро Вікторович — начальникові служби Державного підприємства «Національний академічний драматичний театр імені Лесі Українки», м.Київ[199]
- Ряжечкіна Валентина Іллівна — начальникові цеху (костюмерного) Державного підприємства «Національний академічний драматичний театр імені Івана Франка», м.Київ[199]
- Савка Марія Станіславівна — помічникові режисера Державного підприємства «Національний академічний драматичний театр імені Івана Франка», м.Київ[199]
- Сергійчук Людмила Олександрівна — помічникові генерального директора — художньому керівнику по зв’язках з громадськістю, лектору-музикознавцеві Одеського національного театру опери та балету[199]

### Ордени
Орден князя Ярослава Мудрого ІІІ ступеня
- Задніпровський Олександр Михайлович — артиста драми — провідного майстра сцени Державного підприємства «Національний академічний драматичний театр імені Івана Франка», м.Київ[199]

Орден «За заслуги» І ступеня
- Сумська Наталя В'ячеславівна — артистку драми — провідного майстра сцени Державного підприємства «Національний академічний драматичний театр імені Івана Франка», м.Київ[199]

Орден «За заслуги» ІІ ступеня
- Ожеван Іван Миколайович — заступника генерального директора — художнього керівника з організації глядача Державного підприємства «Національний академічний драматичний театр імені Івана Франка», м.Київ
- Прокопенко Вадим Валерійович — головного балетмейстера Театрально-видовищного закладу культури «Київський національний академічний театр оперети»[199]

Орденом «За заслуги» ІІІ ступеня
- Голуб Василь Григорович — артиста — провідного майстра сцени Полтавського академічного обласного українського музично-драматичного театру імені М.В.Гоголя[199]

Орден княгині Ольги ІІ ступеня
- Дорошенко Ірина Євгенівна — артистку драми — провідного майстра сцени Державного підприємства «Національний академічний драматичний театр імені Івана Франка», м.Київ[199]

## Конкурси на заміщення керівних посад
| Дата      | Переможець                        | Посада                     | Театр / Заклад                                                                                      | Конкуренти                                            | Коментар, Посилання   |
| --------- | --------------------------------- | -------------------------- | --------------------------------------------------------------------------------------------------- | ----------------------------------------------------- | --------------------- |
| 8 квітня  | Карандєєв Ростислав Володимирович | директор-художній керівник | Дніпровський академічний театр опери та балету                                                      |                                                       | ЗМІ Плани             |
| 28 квітня | Харковенко Наталія Іванівна       | директор                   | Кіровоградський обласний академічний театр ляльок                                                   |                                                       | Облрада               |
| 19 травня | Ольшанська Дарина Сергіївна       | директор-художній керівник | Львівський академічний театр імені Леся Курбаса                                                     | Колісник Василь Богданович, Сікорський Вадим Іванович | Львівська міська рада |
| 23 травня | Мойсеєв Станіслав Анатолійович    | директор-художній керівник | Київський національний академічний Молодий театр                                                    |                                                       | ЗМІ Плани             |
| 2 червня  | Білозуб Олександр Сергійович      | головний художник          | Національний академічний український драматичний театр імені Марії Заньковецької                    |                                                       | Театр                 |
| 4 липня   | Некрасов Дмитро                   | головний режисер           | Сумський національний академічний театр драми та музичної комедії імені Михайла Щепкіна             |                                                       | Сайт                  |
| 1 серпня  | Булгаков Максим Олександрович     | головний балетмейстер      | Дніпровський академічний театр опери та балету                                                      |                                                       | Театр                 |
| 5 серпня  | Білиць Ігор Костянтинович         | головний режисер           | Національний академічний український драматичний театр імені Марії Заньковецької                    |                                                       | ЗМІ                   |
| 6 серпня  | Меженін Антон Сергійович          | головний режисер           | Кіровоградський академічний обласний український музично-драматичний театр ім. М. Л. Кропивницького |                                                       | ЗМІ                   |

Завершення каденції
- 14 травня — Андрій Білоус, директор-художній керівник Молодого театру (2012—2025)[137]
- 3 серпня — Сергій Дорофєєв, директор-художній керівник Сумського національного академічного театру драми та музичної комедії ім. Михайла Щепкіна (2022—2025)[215]

## Діячі театру

### Померли
| Місяць   | Дата                  | Ім'я                      | Вік | Країна        | Професія               | Театр / примітка | Дж.             |
| -------- | --------------------- | ------------------------- | --- | ------------- | ---------------------- | --- | --------------- |
| Січень   | 3                     | Сергій Юрков              | 66  | Україна       | Актор                  | Одеський обласний академічний драматичний театр | [ 216 ]         |
| Січень   | 10                    | Євгенія Добровольська     | 60  | Росія         | Акторка                | радянська і російська акторка театру і кіно | [ 217 ]         |
| Січень   | 12                    | Сергій Федака             | 60  | Україна       | Журналіст              | науковець, доктор історичних наук, журналіст | [ 218 ] [ 219 ] |
| Січень   | 26                    | Ігор Янковський           | 73  | Росія         | Актор                  | радянський і російський актор, медіаменеджер |                 |
| Лютий    | 1                     | Анастасія Кольвах         | ??? | Україна       | Акторка                | Театр сучасного діалогу | [ 220 ]         |
| Лютий    | 4                     | Пол Плішка (Павло Плішка) | 83  | США           | Оперний співак         | оперний співак | [ 221 ]         |
| Лютий    | 5                     | Анатолій Вертій           | 64  | Україна       | Актор                  | провідний майстер сцени Академічного музично-драматичного театру ім. Лесі Українки міста Кам'янського , заслужений артист України (2016) |                 |
| Лютий    | 16                    | Олексій Заворотній        | 76  | Україна       | Актор                  | актор Рівненського обласного академічного українського музично-драматичного театру , заслужений артист України (1996) | [ 222 ]         |
| Лютий    | 18                    | Василь Юрченко            | ??? | Україна       | Актор                  | Національний академічний драматичний театр імені Лесі Українки |                 |
| Березень | 20                    | Володимир Постніков       | 78  | Україна       | Актор                  | український театральний актор, заслужений артист України (1998) | [ 223 ]         |
| Березень | 23                    | Василь Юрців              | 54  | Україна       | Режисер                | Івано-Франківський театр драми і комедії | [ 224 ] [ 225 ] |
| Березень | 31                    | Олександр Заєць           | ??? | Україна       | Актор                  | актор-ляльковод, провідний майстер сцени Хмельницького академічного обласного театру ляльок |                 |
| Квітень  | 1                     | Вел Кілмер                | 65  | США           | Актор                  | американський актор театру та кіно |                 |
| Квітень  | 6                     | Таїсія Литвиненко         | 90  | Україна       | Акторка                | Національний академічний український драматичний театр імені Марії Заньковецької . Народна артистка Української РСР (1988) | [ 226 ]         |
| Квітень  | 10                    | Василь Масляник           | ??? | Україна       | Актор                  | Львівський обласний академічний музично-драматичний театр імені Юрія Дрогобича |                 |
| Квітень  | 13                    | Діана Попова              | 47  | Україна       | Театральний менеджмент | директорка Департаменту культури КМДА (2014—2021) | [ 227 ]         |
| Квітень  | 13                    | Олена Когут               | ??? | Україна       | Оркестр                | артистка оркестру театру Сумського національного академічного театру драми та музичної комедії ім. Михайла Щепкіна |                 |
| Квітень  | 15                    | Антоніна Бригінець        | ??? | Україна       | Акторка                | артистка-вокалістка Київського академічного театру українського фольклору «Берегиня» |                 |
| Квітень  | 17                    | Вероніка Корячка          | 17  | Україна       | Студентка              | студентка Дніпропетровського фахового мистецько-художнього коледжу культури | [ 228 ]         |
| Травень  | 2 (дата повідомлення) | Максим Ковтун             | 65  | Україна       | Актор                  | Дніпропетровський академічний обласний український молодіжний театр | [ 229 ]         |
| Травень  | 17                    | Людмила Ігнатенко         | 82  | Україна       | Акторка                | Київський академічний театр юного глядача на Липках , Заслужений артист УРСР (1978) |                 |
| Травень  | 18                    | Ольга Блок-Миримська      | 70  | Росія         | Акторка                | радянська та російська актриса театру та кіно, заслужена артистка Російської Федерації (1996), народна артистка Російської Федерації (2006), акторка Театру-студії п/к Олега Табакова                                                                                            |                 |
| Травень  | 18                    | Олександр Кабанов         | 69  | Росія         | Актор                  | Експериментальна сцена п/к Анатолія Праудіна у «Балтійському домі» | [ 230 ]         |
| Травень  | 19                    | Юрій Григорович           | 98  | Росія         | Артист балету          | радянський та російський артист балету, балетмейстер, Народний артист СРСР (1973), професор (1973), Керівник Краснодарського театру балету |                 |
| Травень  | 30                    | Віктор Нікітін            | 75  | Україна       | Художник               | головний художник Дніпропетровського театру ляльок (1986–92), головний художник Криворізького театру ляльок (1981–86), головний художник Дніпровського «Театру актора та ляльки» (2001-2025), один з фундаторів, головний художник Київського незалежного театру ляльок «Равлик» |                 |
| Червень  | 1                     | Валентина Калиновська     | 86  | Україна       | Артистка балету        | Національний академічний театр опери та балету України імені Тараса Шевченка | [ 231 ]         |
| Червень  | 3                     | Еуджен Доґа               | 88  | Молдова       | Композитор             | радянський та молдовський композитор . Народний артист Молдавської РСР (1982). Народний артист СРСР (1987). Автор музики до вистав драматичних театрів |                 |
| Червень  | 14                    | Юрій Феліпенко            | 32  | Україна       | Актор                  | Київський академічний драматичний театр на Подолі | [ 232 ]         |
| Червень  | 18                    | Наталія Тєнякова          | 80  | Росія         | Акторка                | радянська і російська акторка театру і кіно. Заслужена артистка РРФСР (1982). Народна артистка Росії (1994). Лауреат театральних премій «Золота маска» (1995) та ім. Станіславського (2005)                                                                                      |                 |
| Липень   | 3                     | Тетяна Шеліга             | 76  | Україна       | Акторка                | Національний академічний театр російської драми імені Лесі Українки | [ 233 ]         |
| Липень   | 4                     | Юрій Плотніков            | 93  | Україна       | Актор                  | Ленінградського театру ім. Ленради; Харківський академічний драматичний театр |                 |
| Липень   | 16                    | Клаус Пайман              | 88  | Німеччина     | Режисер                | німецький театральний режисер, художній керівник театру «Берлінер ансамбль» (1999—2017) | [ 234 ] [ 235 ] |
| Липень   | 21                    | Анастасія Добриніна       | 42  | Україна       | Акторка                | Національний академічний драматичний театр імені Івана Франка | [ 236 ]         |
| Липень   | 21                    | Тетяна Єгорова            | 81  | Росія         | Акторка                | радянська і російська актриса театру і кіно, журналістка, письменниця |                 |
| Липень   | 31                    | Роберт Вілсон             | 83  | США           | Режисер                | американський режисер-постановник експериментального театру, драматург | [ 237 ] [ 238 ] |
| Серпень  | 1 (дата повідомлення) | Максим Глотов             | 60  | Україна/Росія | Актор                  | український актора, колаборант, фігурант бази «Миротворець» | [ 239 ]         |
| Серпень  | 1                     | Юрій Єрьомін              | 81  | Росія         | Режисер                | радянський і російський театральний режисер. Народний артист РРФСР (1986) |                 |
| Серпень  | 5                     | Борис Юхананов            | 67  | Росія         | Режисер                | російський режисер, теоретик театру, відео, кіно та телебачення; художник, письменник, поет, педагог. Художній керівник Електротеатру Станіславський (2013–2025) | [ 240 ]         |
| Серпень  | 9                     | Іван Краско               | 94  | Росія         | Актор                  | радянський і російський актор театру і кіно. Народний артист Росії (1992) |                 |
| Серпень  | 10                    | Юрій Бутусов              | 63  | Росія         | Режисер                | російський театральний режисер | [ 241 ]         |